# タウンズ・ヴァン・ザント
タウンズ・ヴァン・ザント（Towns Van Zandt）として知られるジョン・タウンズ・ヴァン・ザント(John Townes Van Zandt、1944年3月7日 – 1997年1月1日)は、アメリカのシンガーソングライター。「パンチョと左きき」「For the Sake of the Song」「Tecumseh Valley」「Rex's Blues」「To Live Is to Fly」といった数多の曲を書き、これらは広くアメリカにおけるソングライティングの名作とみなされている。ヴァン・ザントの音楽スタイルはしばし憂鬱で、豊かで詩的な歌詞によって特徴づけられると解説されている。若いころにはギター演奏とフィンガーピッキングのテクニックで尊敬を集めていた。
1983年にエミルー・ハリスによって世間に知られるようになった6年後、ウィリー・ネルソンとマール・ハガードによる「パンチョと左きき」のカバーはビルボード・カントリー・チャートの1位となった。ヴァン・ザントの生活のほとんどは様々な大衆酒場へのツアーであり、しばしば安モーテルの部屋や、僻地の小屋で暮らしていた。1970年代のほとんどの間、電気も電話もない簡素な小屋に住んでいた。
ヴァン・ザントの影響はいくつものジャンルにわたる無数のアーティストにおよび、彼の楽曲はボブ・ディラン、ウィリー・ネルソン、マール・ハガード、ノラ・ジョーンズ、エミルー・ハリス、カウンティング・クロウズ、スティーヴ・アール、ロバート・アール・キーンJr.、ナンシー・グリフィス、ガイ・クラーク、ウェイド・ボウウェン、ギリアン・ウェルチ、パット・グリーン、コルター・ウォール、ジェイソン・イズベル、カルヴィン・ラッセル、ナタリー・メインズ、フランク・ターナーによってレコーディングや実演が行われている。
ヴァン・ザントは一連の薬物中毒、アルコール依存症に苦しみ、双極性障害の精神医学的診断を受けた。若いころに今日では行われていないインスリン・ショック療法が施され、長期記憶の多くが失われることになった。
1997年の元日に長期にわたる薬物乱用に起因する不整脈で死去した。ヴァン・ザントに対する興味は2000年代に再度花開いた。この10年間に2冊の書籍、ドキュメンタリー映画（Be Here to Love Me）、そして歌手に関する数多くの雑誌記事が書かれた。

## 略歴

### 生い立ち
テキサス州フォートワースの裕福な家庭に生まれたヴァン・ザントはテキサス共和国の主たる指導者でだったアイザック・ヴァン・ザントの三人目の曾孫であるとともに、南軍の少佐でフォートワースの創始者のひとりのクレバー・ミラー・ヴァン・ザントの2人目の大甥である
。
タウンズの両親はハリス・ウィリアムズ・ヴァン・ザント（Harris Williams Van Zandt、1913年-1966年）とドロシー・タウンズ（Dorothy Townes、1919年-1983年）である。タウンズにはビル（Bill、1949年-2009年）とドナ(Donna、1941年-2011年）の2人の兄姉がいた。ハリスは企業内弁護士であり、1950年代と1960年代には仕事の都合で家族を引き連れて何回も引っ越すことになった。1952年、一家はフォートワースからモンタナ州ビリングスに移る6か月前にテキサス州ミッドランドに入植した。
1956年のクリスマス、父親がタウンズに田舎をさまよう間に練習することになるギターを与えた。後にインタビューに対して「1956年10月28日に『エド・サリヴァン・ショウ』でエルヴィス・プレスリーのパフォーマンスを見たことが、ギター奏者になろうとした出発点だった……エルヴィスは世界中の全てのお金、全てのキャデラック、全ての女の子を手にしていて、それがギターを弾いて歌うだけなんだ。これは私に強烈な印象を与えた」と語っている。1958年、一家はコロラド州ボルダーに引っ越した。タウンズはコロラド時代のことを愛情をこめて思い出し、大人になっても頻繁に訪れた。後に「My Proud Mountains」「Colorado Girl」「Snowin' on Raton」などの曲で、コロラドを引き合いに出している。タウンズは優秀な生徒であり、チームスポーツに熱心だった。小学校での知能テストの結果、高い知能指数が認められたので両親はタウンズを弁護士か上院議員にすべく面倒を見始めた。家族が再び引っ越すのが嫌だったので、自分から進んでミネソタ州フェアボールトにある寄宿学校に入学した。1962年1月のSATで1170点を獲得した。彼の家族はほどなくテキサス州ヒューストンに転居した。
コロラド大学ボルダー校は、1962年にヴァン・ザントを学生として受け入れた。2年生の春、タウンズの深酒と鬱を心配した両親がヒューストンに連れ帰るためにボルダーにやって来た。両親はタウンズにガルヴェストンにあるテキサス大学医学部を受診させ、躁うつ病との診断がなされた。三か月におよぶインスリン・ショック療法が施され、長期記憶の多くが失われることになった。その後、母親は自身の「人生で最も大きな後悔は、この治療が行われることを認めていたことだ」と主張した。1965年、ヒューストン大学の法律予科に入学した。空軍への入隊を試みた直後に「人生に対して最小限の調整を行った急性躁うつ病」と分類した医師の診断を理由に拒絶された。1967年ごろに退学し、シンガーソングライターの雄たちに影響されて音楽演奏で身を立てることを志した。

### 初期の音楽キャリア
1965年、ヴァン・ザントは一晩10ドルでヒューストンのジェスター・ラウンジでの常設ショーでの演奏を始めた。ジェスターが閉店してからはサンド・マウンテン・コーヒー・ハウスで定期的に演奏し、時にライブ演奏を行うようになった。これらのヒューストンのクラブで、ライトニン・ホプキンス、ガイ・クラーク、ジェリー・ジェフ・ウォーカー、ドク・ワトソンといった仲間のミュージシャンと知り合った。ヴァン・ザントのレパートリーには「Fraternity Blues」などのオリジナルのコミックソングと同様にホプキンス、ボブ・ディランなどの曲のカバーが多く含まれていた。1966年、ハリス・ヴァン・ザントは息子に対してカバー曲の演奏をやめて、自分の曲を書くように勧めた。1968年、ヴァン・ザントはヒューストンのコーヒーショップでソングライターのミッキー・ニューベリーとであった。ニューベリーはヴァン・ザントにテネシー州ナッシュビルに行くよう説得し、その地でタウンズは自身の長期にわたるプロデューサーとなるジャック・"カウボーイ"・クレメントに紹介された。
ヴァン・ザントはライトニン・ホプキンス、ボブ・ディラン、ハンク・ウィリアムス、そしてマディ・ウォーターズ、ローリング・ストーンズ、ブラインド・ウィリー・マクテル、チャイコフスキー、ジェファーソン・エアプレインなどの様々な音楽家が自身の音楽に大きな影響を与えたと述べた。

### 1970年代
1968年から1973年にかけてはヴァン・ザントが最も多作だった時期となった。この期間に『For the Sake of the Song』『Our Mother the Mountain』『Townes Van Zandt』『Delta Momma Blues』『High、Low and In Between』『The Late Great Townes Van Zandt』という6枚のアルバムを発表した。これらのアルバムの楽曲の中には「To Live Is to Fly」「パンチョと左きき』『If I Needed You」などが含まれている。これらの曲はアメリカとヨーロッパのソングライターの間でヴァン・ザントをほぼ伝説的な存在に位置付けた。
1972年、ヴァン・ザントは『Seven Come Elven』という仮タイトルのアルバムに向けて曲を吹き込んだが、マネージャーのケヴィン・エガースとプロデューサーのジャック・クレメントの間の言い争いのために長年の間リリースされなかった。エガースがスタジオ・セッションの費用の支払いができなかったのか、意図的にしなかったため、クレメントはマスターテープを消去してしまった。しかしながら、すべてが消される前にエガースはスタジオに侵入し、楽曲のラフミックスをカセットテープにコピーしていた。中止された『Seven Come Eleven』の楽曲群は、後に『The Nashville Sessions』として明らかにされた。
1975年、ガイ・クラーク、スティーヴ・アール、スティーヴ・ヤング、ギャンブル・ロジャース、チャーリー・ダニエルズ、デイヴィッド・アラン・コーらと共にドキュメンタリー映画『Heartworn Highway』に出演した。映画のヴァン・ザントのパートはテキサス州オースチンの彼のうらびれたトレーラーハウスで撮影され、昼日中からストレートのウィスキーを飲む様子や銃を撃ったりもてあそぶ様子、そして「Waitin' Around to Die」と「パンチョと左きき」を歌う様子が映されている。その後すぐに、妻であるシンディと犬のジェラルディン（大きく、「とても賢い」オオカミとハスキーのミックス）もこの映画に登場する。
1977年、『Live at the Old Quarter, Houston, Texas』がリリースされた。アルバムは少人数の聴衆の前での1973年のコンサートでのヴァン・ザントのソロ演奏を紹介しているが、多くの初期のレコードと比べて制作の努力は払われていない。このアルバムは好意的な評価を受け、多くからヴァン・ザントがこれまでにリリースしたアルバムの中でもベスト・アルバムと位置付けられている。
1970年代中頃、ヴァン・ザントは長年のマネージャー、ケヴィン・エガースと袂を分かった。新しいマネージャーとしてヴァン・ザントのファンクラブを作った（著名なフォーク・ミュージック歴史家のジョン・ロマックスの孫である）ジョン・ロマックス3世を見出した
。ファンクラブは音楽雑誌の裏表紙に小さな広告を載せただけだが、ロマックスはヴァン・ザントに触れられたと感じている世界中の人々からの熱狂的な数百通の手紙を受け取ることになった。いくつかの手紙にはヴァン・ザントの楽曲がしばしばいかに鬱と向き合う人々を支えているのかがつづられていた。1978年、ロマックスを解雇し、再びエガースを雇った。
ヴァン・ザントはほどなくエガースの新レーベル、トマト・レコードと契約した。翌年、『Flyin' Shoes』を録音したが、その後は1987年の『At My Window』までアルバムをリリースしなかった。
批判的な評価にもかかわらず、ヴァン・ザントはカルト的な人物であり続けた。通常、多くは50人未満の聴衆を相手に小さな会場で演奏したが、1990年代にはより大きな会場（および何度かのテレビ出演）での演奏に移行し始めた。1970年代のほとんどの間、ナッシュビルの外の、暖房、配管、電話のないブリキ屋根がむき出しの小屋で隠遁生活を送っていた。

### 1980年代 – 1990年代
ヴァン・ザントの曲のいくつかは、ドン・ウィリアムスと共に「If I Needed You」で1981年に3位となるカントリー・ヒットを出したエミルー・ハリスや、1983年に「パンチョと左きき」でカントリー・チャートの1位となったウィリー・ネルソンやマール・ハガードなどのアーティストによってレコーディングされた。ヴァン・ザントはミュージック・ビデオに短いカメオ出演をしている。晩年、ヴァン・ザントはまれにしかレコーディングせず、薬物とアルコール依存の影響で声と歌い方は変化していた。しかしながら、「Marie」や「The Hole」といった曲を書き続けた。
スザンナ・クラークによれば、ヴァン・ザントはボブ・ディランとの共作への繰り返す誘いを断った。ディランはタウンズの「大ファン」であり、すべてのレコードを持っていると主張していると伝えられているが、ヴァン・ザントはディランの曲を称賛してはいても、相手が有名人であることには頓着していなかった。2人の初めての出会いは、1986年6月21日にオースチンのサウス・コングレス地区の衣装店の外での遭遇だった。ジョニー・ゲスによれば、ディランはこの後でタウンズとの別の会合の段取りをした。オースチンのドラッグ地区はディランが街にやって来たために閉鎖されていたが、ヴァン・ザントは自分のモーターホームを立ち入り禁止区域まで運転し、ディランが車に乗り込んで何曲か演奏するようにリクエストした
。1990年5月、タウンズはアメリカとカナダでの2か月におよぶカントリー・ジャンキーズの前座を務め、若い世代のファンに姿を見せた。その結果、タウンズはバンドの尊敬すべき各メンバーについての歌詞を盛り込んだ曲「Cowboy Junkies Lament」を書いた。

## 私生活

### 対人関係
ヴァン・ザントは1965年8月26日にフラン・ピーターソン（Fran Peterson）と結婚し、1969年4月11日に二人の息子、ジョン・タウンズ・"J.T."・ヴァン・ザント2世（John Townes "J.T." Van Zandt II）が生まれた。2人は1970年1月16日に離婚している。1974年にシンディ・モーガン（Cindy Morgan）と付き合い始めた。タウンズとシンディは1980年代初頭に疎遠になり、1983年2月10日にテキサス州トラヴィス郡で離婚した。2人には子供はいなかった。
ヴァン・ザントの最後の結婚の相手はジャニーン・マンセル（Jeanene munsell）だった。2人は1980年12月9日のジョン・レノンの追悼で出会った。自身の末期症状の時に息子がマンセルを妊娠させたことを知ったドロシー・ヴァン・ザントは、タウンズに対して「あなたは正しいことをしたし、この赤ちゃんを誇りに思いなさい」と語った。疎遠になっていた2人目の妻と離婚し、マンセルと結婚したのは1983年3月14日だった。夫妻の最初の子供、ウィリアム・ヴィンセント（William Vincent）はその10日後に生まれた。もう一人の子供、ケイティ・ベル（Katie Belle）は1992年2月14日に生まれた。ヴァン・ザントとマンセルは1994年5月2日に離婚した。しかしながら、2人はタウンズが死去するまで親しくすごし、タウンズの地所はジャニーンが引き継いだ。
1993年に別居したころ、ジャニーンはタウンズに彼の過去の作品の出版権と録音時の著作権使用料を2人の子供たちに渡す契約を結ぶように説得した。この変更を行った後のタウンズの唯一の収入源はコンサートの契約金だけになったが、にも関わらずタウンズはしばしば元妻のもとを訪れて現金を渡していた。19994年の離婚のあと、タウンズの所有物はキャンパーシェル付きの1989年のGMCトラック、1984のホンダ・シャドウ（オートバイ）、そして「ドロシー」と名付けられた1983年のスターウィンドの22フィートのボートだけになった。タウンズはまた、石油リースと鉱物権における所有権の彼の家族相続の独占的所有権を保持していた。
死を迎えたときにはドイツのダルムシュタットのクラウディア・ヴィンターラーと言う女性と長距離の関係を始めたところだった。2人はドイツのハノウでの1995年の11月のコンサートで出会った。ヴァン・カントは友人にヴィンターラーと結婚するつもりだと語ったが、2人は婚約することもなく終わった。

### 依存症
成人してからの全期間を通じて、ヴァン・ザントはヘロインとアルコールに依存してた。ある時期には酔っぱらってステージに立ち、自分の歌の歌詞を忘れるようになっていた。ある時、ヘロイン中毒がひどくなり、最初の4枚のアルバムの全曲の出版権をケビン・エガースに20ドルで提供した。様々な時点で、彼がヘロインだけでなく、コカインやウォッカ、ラム酒やコークを混ぜたものを飲むのを友人たちが目撃している。少なくとも一度は、当時まだ8歳だった息子のJ.T.の立ち会いのもとでヘロインを注射したこともあった。
ヴァン・ザントの常習的な飲酒の結果、1976年にはケヴィンの弟であるハロルド・エガースがツアー・マネージャー兼24時間体制の管理人として雇われ、このパートナーシップは歌手の人生が終わるまで続いた。ヴァン・ザントは自分よりも何歳も年上だったが、エガースは後にヴァン・ザントは自分の「最初の子供」だったと語っている。依存症との闘いのために、1970年代から1980年代にかけて12回近くもリハビリ施設を入退院していた。彼が回復センターにいた頃の医療記録によると、1973年頃には彼の飲酒が問題になっていたと考えられ、1982年までには毎日ウォッカを1パイント以上飲んでいたということである。医者のメモによると「彼は声が聞こえることを認めているが、ほとんどは音楽的な声である」、「感情は鈍く、気分は悲しい。判断力と洞察力が損なわれている」と報告されている。人生の様々な時点で、ヴァン・ザントは抗うつ薬のゾロフトと気分安定薬のリチウムを服用するように処方されていた。彼の成人期における最後で最長の断酒期間は、1989年と1990年の約1年間であった。

### 死

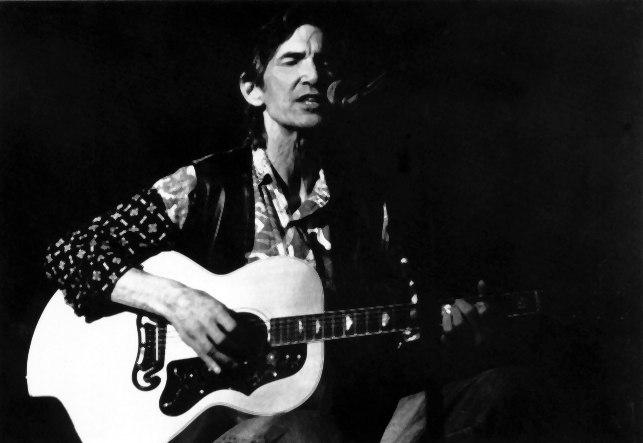
ニーダーシュテッテンの "Kult" でのタウンズ・ヴァン・ザント (1995年)

ヴァン・ザントは1990年代まで作曲と演奏を続けていたが、時が経つにつれてその活動は著しく少なくなった。1990年代初頭には素面の状態を楽しんでいたが、晩年には積極的にアルコールを乱用していた。1994年、彼はアルコールからの離脱のために病院に入院したが、その間、医師はジャニーンに、タウンズを再び離脱させようとすると、潜在的に彼を殺す可能性があると語った。1990年代半ばにはますます虚弱になり、友人たちは彼が「枯れてしまった」ように見えると指摘していた。
1996年初頭、タウンズはソニック・ユースのスティーヴ・シェリー(Steve Shelley)から連絡を受け、彼はヴァン・ザントにゲフィンが出資しているバンドのレーベル、Ecstatic Peaceからタウンズのためにアルバムを録音してリリースしたいと伝えた。ヴァン・ザントは同意し、その年の12月下旬にメンフィスでセッションを開始する予定だった。12月19日か20日、ヴァン・ザントは自宅の外にあるコンクリートの階段から転落し、腰に大怪我を負った。1時間ほど外で横たわった後、彼は這って家の中に入り、元妻のジャニーンに電話をかけたので彼女は友人のロイアンとジム・カルヴィンに様子を見に行かせた。彼はベッドから起き上がった時に怪我をしたことを夫妻に話し、治療を拒否した。夫妻は彼を自宅に連れ帰ったが、クリスマスの週はトイレにも行けずにソファで過ごしたという。
シェリーとツー・ダラー・ギターとともに録音する予定だったアルバムを完成させようと決意したヴァン・ザントは、ロード・マネージャーのハロルド・エガースに車椅子で押されながらメンフィスのスタジオに到着した。シェリーはヴァン・ザントの不規則な行動と酩酊状態を理由にセッションをキャンセルした。ヴァン・ザントは最終的に入院に同意したが、ナッシュビルに戻ってからだった。12月31日、レントゲン写真の結果、ヴァン・ザントは股関節に衝撃を受けた結果、左大腿骨頸部骨折を抱えていることが判明し、数回の矯正手術が行われた。ジャニーンは外科医に、タウンズの以前のリハビリの医師の一人が、禁酒は彼を殺す可能性があると言っていたことを伝えた。医療スタッフは、「アルコール依存症の後期患者」を自宅で解毒することは賢明ではなく、病院の管理下であれば回復のチャンスがあると説明しようとした。彼女はこれらの警告に従わず、医学的なアドバイスに反してタウンズを退院させた。退院後すぐに酒を飲む可能性が高いことを理解していたため、医師たちは彼に鎮痛剤を処方することを拒否した。
翌朝、ヴァン・ザントが病院を退院した時には、彼は振戦せん妄の兆候を見せ始めていた。ジェニーンは彼を車に急行させ、そこで禁断症状のせん妄を防ぐためにフラスクからウォッカを飲ませた。後にジャニーンはテネシー州スマーナの自宅に戻ってアルコールを与えた後、彼は「明晰になり、本当に良い気分で、友人に電話をかけていた」と報告している。ジム・カルヴィンは彼とマリファナのジョイントを共有し、タイレノールPM錠を4錠ほど飲ませていたという。
ジャニーンがスザンナ・クラークと電話で話している間に、息子のウィルはタウンズが呼吸を止めて「死んだように見えた」ことに気付き、心肺蘇生法を試みた母親に「息の間に彼の名前を叫んで」と警告した。タウンズ・ヴァン・ザントは1997年1月1日の早朝に52歳で亡くなった。彼の公式な死因は「自然な」不整脈であった。
ヴァン・ザントのために2つの礼拝が行われたが、1つはテキサスで、ほとんどが家族が出席して行われ、もう1つはナッシュビルの大きな教会で、友人、知人、ファンが出席して行われた。彼の遺灰の一部は、フォートワース近郊のテキサス州ディドのディド墓地にあるヴァン・ザント家の区画にある墓石の下に安置された。

## 遺産

### 作品に関する法的な問題
ヴァン・ザントの死の直後、彼の元マネージャーでありレーベルのオーナーでもあるケヴィン・エガーズは、彼の遺族(ジャニーン・ヴァン・ザントと彼の3人の子供が代表)の同意を得ずに、14枚のアルバムを発売した。エガースはヴァン・ザントの80曲について50%の権利を主張していた。10年近くに及ぶ法的な戦いの末、裁判所はエガースに対して「ヴァン・ザントの曲を複製したり配布したりすることを禁止する差止命令による救済」を出し、遺産相続人の味方をした。
ウィリー・ネルソン、エミルー・ハリス、マール・ハガード、カウボーイ・ジャンキーズ、その他の主要な音楽スターが彼の曲をカバーしたことで得た印税のおかげで、彼の死の前の数年間のヴァン・ザントの年収が10万ドル以上に達していたことが、この手続きを通じて明らかになった。ヴァン・ザントの死後、彼のロードマネージャーであるハロルド・エガーズは、ソングライターのコンサートのビデオとオーディオ録音をリリースした。2006年の法廷外の和解により、ヴァン・ザント一家はハロルド・エガースのマスタリングした録音の条件付き管理権を認められたが、エガースは7枚のアルバムの50%の所有権と残りの録音の使用料の一部を保持することになった。
2008年10月21日、オハイオ州アクロンのザ・ノースサイドで、ヴァン・ザントの個人的な持ち物の多くが、楽曲「Rex's Blues」のインスピレーションの元となった親友でありバンドメイトでもあるレックス・"レッククス"・ベル（英語）のために行われたオークションで競売にかけられた。ベルはタウンズがアルバム『ライヴ・アット・オールド・クォーター』を録音したヒューストンのバーのオーナーだった。ベルは現在、ガルベストンの「新しい」オールド・クォーターを所有している。

### 音楽的影響
ヴァン・ザントはカルト的なミュージシャンであり、「ソングライターの中のソングライター」と呼ばれている。1978年に彼と出会い、ヴァン・ザントを師と仰いだミュージシャンのスティーヴ・アールは、かつてヴァン・ザントを「世界最高のソングライター」と呼んだ。この引用文はアルバム『アット・マイ・ウィンドウ』のパッケージに貼られていたステッカーに印刷されていたが、ヴァン・ザントの不興を買っていた。その後の数年間、この文言はしばしばマスコミによって引用され、ヴァン・ザントとアールに恥ずかしい思いをさせたが、2009年、アールは「ニューヨーク・タイムズ」紙に「タウンズがボブ・ディランより優れていると信じたことはあったか? 信じたことはない」と語っている。しかし、その記事の最後には、「ソングライターとして、これ以上の人はいないだろう」と結論づけている。アールは何度もこのソングライターを擁護してきており、ミュージシャンでもある長男をヴァン・ザントにちなんでジャスティン・タウンズ・アール（Justin Townes Earle）と名付けた。アールは1990年代後半にこのシンガーへのオマージュとして「Fort Worth Blues」という曲を書き、2009年にはヴァン・ザントの曲のカヴァーを全て収録したアルバム『Townes』をリリースした。
テキサスに根ざした彼の影響力はカントリー以上に広がっている。彼はボブ・ディラン、ニール・ヤング、ウィリー・ネルソン、ガスリー・トーマス、ジョン・プライン、ライル・ラヴェット、チェルシー・ウルフ、アヴェット・ブラザースのスコット・アヴェット、エミルー・ハリス、ナンシー・グリフィス、カウボーイ・ジャンキーズ、ヴェティヴァ―、ガイ・クラーク、デヴェンドラ・バンハート、ノラ・ジョーンズ、ロバート・プラント＆アリソン・クラウス、ビー・グッド・タニヤズとジョリー・ホランド、ローランド・S・ハワード、マイケル・ウェストン・キング、ジョシュ・リッター、ジリアン・ウェルチ、ガース・ブルックス、サイモン・ジョイナー、ブライト・アイズのコナー・オバースト、キングス・オブ・レオンのカレブ・フォロイル、ローラ・マーリング、フランク・ターナーなどの著名なアーティストからインスピレーションの源として引用されている。フォーク・ミュージシャンのシェイキー・グレイヴスは、自身の速いペースでリズミカルなフィンガー・ピック・ギターの演奏スタイルの一部がヴァン・ザントの影響を受けていると信じている。
1994年、イスラエルの歌手デビッド・ブローザは、ヒューストンで行われたライターズ・イン・ザ・ラウンドのコンサートでヴァン・ザントと共演した。ヴァン・ザントが亡くなった時、彼はブローザに音楽にしてほしいと言う依頼と共に未発表の詩や歌詞が詰まった靴箱を残した。その結果生まれたアルバムが Night Dawn: The Unpublished Poetry of Townes Van Zandt だった。
2012年、ヴァン・ザントはテキサス・ヘリテージ・ソングライターズ・ホール・オブ・フェイムに選出された。
2012年7月、Neurot Recordingsはヴァン・ザントへのトリビュートとして、ニューロシスのシンガー/ギタリストであるスコット・ケリー、スティーヴ・フォン・ティル、ドゥーム/ストナー・メタルの伝説的存在であるスコット・"ウィノ"・ワインリッチをフィーチャーした3枚組のスプリット・アルバムをリリースした。
2015年6月18日、ヴァン・ザントはアスリープ・アット・ザ・ホイール、ロレッタ・リン、ガイ・クラーク、フラコ・ヒメネスとともに、オースティン・シティ・リミッツの2年目のセレモニーで栄誉の殿堂入りした。ジリアン・ウェルチは、彼がナッシュビルでの彼女の初期のギグに来ていたことや、彼が悲しい曲を書くことで彼女の自信を高めていたことを語ってヴァン・ザントを紹介した。

### 映画とテレビでの影響
ヴァン・ザントによるローリング・ストーンズの「デッド・フラワーズ」のアルバム『Roadsongs』収録ヴァージョンが、1998年のコーエン兄弟の映画『ビッグ・リボウスキ』のラストシーンで使用された。この曲は映画のサウンドトラックに収録された。彼の死後、ヴァン・ザントの録音は彼の家族によって使用許諾がなされており、『グッドナイト・ムーン』、『オザークへようこそ』、『シックス・フィート・アンダー』、『ヒットマンズ・レクイエム』、『ある神父の希望と絶望の物語』（英語)、『クレイジー・ハート』、『マッド・ブラザー』（英語)、『セブン・サイコパス』、『デッドウッド 〜銃とSEXとワイルドタウン』、『ブレイキング・バッド』、『TRUE DETECTIVE』、『最後の追跡』を含む多くの映画やテレビ番組で使用されている。ヴァン・ザントの「Buckskin Stallion Blues」は、2017年のアメリカ映画『スリー・ビルボード』で彼のオリジナル録音とエイミー・アネルによるカバーの両方で取り上げられている。
映画『カントリー・ストロング』では、オースティン・ステーツマン紙がボー・ハットンのキャラクターを「次のタウンズ・ヴァン・ザント」と表現している。2012年のドキュメンタリー映画『Low & Clear』では、ヴァン・ザントの息子JTがブリティッシュコロンビアで昔の釣り仲間のゼニーとスチールヘッドのフライフィッシングをしている様子を描いており、ヴァン・ザントの曲「ドルビル・ブルース」と「マイ・プラウド・マウンテンズ」が収録されている。

### 映画と書籍
2004年には、アーティストの人生と音楽キャリアを描いた映画『Be Here to Love Me』が米国で公開された。この映画は非常に評判が良く、Rotten Tomatoesで94%の新鮮な評価を得た。『ヴィレッジ・ヴォイス』のジョージア・クリストガウはこのドキュメンタリーを「同情的でありながらも率直なもの」と呼んだ。『ヴァラエティ』誌のエディー・コクレルはこの映画を「ヴァン・ザントの稀有な人生、困難なキャリア、そして永続的な影響力についての威厳と哀愁に満ちた作品」と評している。
ジョン・クルースによる『To Live's to Fly: The Ballad of the Late, Great Townes Van Zandt（直訳は『生きることは飛ぶこと：晩年のバラード、偉大なるタウンズ・ヴァン・ザント』）』という伝記が2007年に発売された。『パブリシャーズ・ウィークリー』誌では、クルースの「努力が、一人称と三人称が妙に交互になっている語り口、ぎこちない遷移、過剰な引用でごちゃごちゃになった文章などによって損なわれている……なぜそうなったのかという無数の物語よりも、なぜそうなったのかという洞察力があれば、この伝記はもっと読み応えのあるものになっただろう」と嘆いている。
2008年4月、ノーステキサス大学出版局は、ロバート・アール・ハーディのソングライターに関する伝記『A Deeper Blue. The Life and Music of Townes Van Zandt』（直訳『より深い青：タウンズ・ヴァン・ザントの人生と音楽』）を出版した。この本は、ミッキー・ニューベリー、ジャック・クレメント、ガイとスザンナ・クラーク、ミッキー・ホワイト、レックス・ベル、ダン・ローランド、リチャード・ドブソン、ジョン・ロマックス3世、ヴァン・ザントの兄と妹、いとこ、彼の三人の元妻、その他多くの人へのインタビューを含む、8年以上の調査を要したものである。この本はカーカス・リヴューで「痛烈で、明快で鮮やかな描写」と評されている。
ブライアン・T・アトキンソンによる『I'll Be Here in the Morning: The Songwriting Legacy of Townes Van Zandt』（直訳『その朝そこに：タウンズ・ヴァン・ザントのソングライター伝説』）は、ヴァン・ザントの没後15周年に合わせて、2012年元旦にTexas A&M University Pressから発売された。この本には、長年のヴァン・ザントの友人であるガイ・クラーク、ビリー・ジョー・シェーバー、レイ・ワイリー・ハバード、クリス・クリストファーソン、トム・ラッセル、ピーター・ローワンのほか、スコット・アヴェット（アヴェット・ブラザーズ）、ジム・ジェームス（マイ・モーニング・ジャケット）、ケイシー・チェンバース、ジョシュ・リッター、グレース・ポッターなどの若い弟子たちへのインタビューが掲載されている。
ブレイズ・フォーリーの生涯を描いた2018年公開の伝記映画『ブレイズ』の中でヴァン・ザントをチャーリー・セクストンが演じた。

## ディスコグラフィ

### スタジオ・アルバム
- For the Sake of the Song (1968年)
- Our Mother the Mountain (1969年)
- 『タウンズ・ヴァン・ザント』 - Townes Van Zandt (1969年)
- Delta Momma Blues (1971年)
- High, Low and In Between (1972年)
- The Late Great Townes Van Zandt (1972年)
- 『フライン・シューズ』 - Flyin' Shoes (1978年)
- 『アット・マイ・ウィンドウ』 - At My Window (1987年)
- The Nashville Sessions (1993年) ※1973年録音。発売中止になったアルバム『Seven Come Eleven』のためのセッション
- No Deeper Blue (1994年)
- A Far Cry From Dead (1999年) ※1989年-1996年録音。ギターとボーカル音源に死後楽器伴奏を多重録音した既出の11曲と2曲の新曲
- Texas Rain: The Texas Hill Country Recordings (2001年)
- In the Beginning (2003年) ※1967年デモ録音
- Sunshine Boy: The Unheard Studio Sessions & Demos 1971–1972 (2013年)
- Sky Blue (2019年) ※1973年録音。ジャーナリストのビル・ヘッジペスのホームスタジオでの未発表音源[88]

### ライブ・アルバム
- 『ライヴ・アット・オールド・クォーター』 - Live at the Old Quarter, Houston, Texas (1977年) ※1973年7月録音
- Live and Obscure (1987年) ※1985年録音
- Rain on a Conga Drum: Live in Berlin (1991年) ※1990年10月録音
- Rear View Mirror (1993年) ※オクラホマで1978年録音
- Roadsongs (1993年) ※全曲カバー、1970年代末から1980年代初頭にかけて録音
- Abnormal (1996年) ※3曲を入れ替えて1998年に再発売
- The Highway Kind (1997年)
- Documentary (1997年)
- Last Rights (1997年) ※『Documentary』の別バージョン
- en:Together at the Bluebird Café (2001年) ※ガイ・クラークおよびスティーヴ・アールとの共演、1995年9月録音
- In Pain (1999年) ※1994年および1996年に録音
- Live at McCabe's (2001年) ※1995年2月録音
- A Gentle Evening with Townes Van Zandt (2002年) ※1969年11月録音
- Absolutely Nothing (2002年) ※1991年-1996年録音
- Acoustic Blue (2003年) ※1994年および1996年に録音
- Live at the Jester Lounge, Houston, Texas, 1966 (2004年)
- Rear View Mirror, Volume 2 (2004年) ※1977年から1980年にかけて録音されたが、アルバムのクレジットには誤って1976年から1979年と記載されている
- Live at Union Chapel, London, England (2005年) ※1994年4月録音
- Houston 1988: A Private Concert (2005年)

### コンピレーション・アルバム
- Last Rights: The Life & Times of Townes Van Zandt (1997年、Gregor)
- Masters (1997年、Eagle Rock)
- Anthology: 1968–1979 (1998年、Charly)
- The Best of Townes Van Zandt (1999年、Charly)
- Drama Falls Like Teardrops (2002年、Snapper)
- The Very Best of Townes Van Zandt: The Texan Troubadour (2002年、Metro)
- Singer Songwriter (2002年、MI Plus)
- Texas Troubadour (2002年、Snapper)
- The Great Tomato Singer/Songwriter Collection (2003年、Tomato Music)
- Legend (2003年、Snapper)
- Buckskin Stallion (2006年、ATOM)
- Sunshine Boy: The Unheard Studio Sessions & Demos (2013年、Omnivore Recordings)

### シングル
- "Waiting Around to Die" / "Talking Karate Blues" (1968年)
- "Second Lovers Song" / "Tecumseh Valley" (1969年)
- "Come Tomorrow" / "Delta Mama Blues" (1971年)
- "Greensboro Woman" / "Standin'" (1972年)
- "If I Needed You" / "Sunshine Boy" (1972年)
- "Honky Tonkin'" / "Snow Don't Fall" (1972年)
- "Fraulein" / "Don't Let the Sunshine Fool Ya" (1972年)
- "Pancho and Lefty" / "Heavenly Houseboat Blues" (1972年)
- "Pancho and Lefty" / "If I Needed You" (1973年)
- "Who Do You Love" / "Dollar Bill Blues" (1978年)
- "When She Don't Need Me" / "No Place to Fall" (1978年)
- "Dead Flowers" / "Fraulein" / "Racing in the Street" (1993年) ※ドイツ版CDシングル
- "Riding the Range" / "Dirty Old Town" (1996年)
- "Ain't Leavin' Your Love" (1999年) ※米国版CDシングル
- "Snowin' on Raton" (2001年) ※『Texas Rain: The Texas Hill Country Recordings』からの米国版CDシングル
- "Highway Kind" (2002年) ※CDシングル

### 映像作品
- Heartworn Highways (1981年)
- Be Here to Love Me (2004年)
- Houston 1988: A Private Concert (2004年)
- Townes Live in Amsterdam (2008年) ※1991年11月2日収録

## 参考資料
- 双極性障害を患った人物の一覧